# Comuna Tarnowo Podgórne
Comuna Tarnowo Podgórne este situată în Voievodatul Podlasia, Polonia. Suprafața comunei este de 101,4 km², iar pe teritoriul ei locuiesc 22301 de persoane (2011). Din punct de vedere administrativ, comuna este compusă din 16 de sołectwo-uri.